# (6547) Vasilkarazin
(6547) Vasilkarazin (1987 RO3) – planetoida z pasa głównego asteroid okrążająca Słońce w ciągu 4,06 lat w średniej odległości 2,54 j.a. Odkryta 2 września 1987 roku.